# Kabardino-Balkaria
Cộng hòa Kabardino-Balkar (tiếng Nga: Кабарди́но-Балка́рская Респу́блика, Kabardino-Balkarskaya Respublika; tiếng Kabardia: Къэбэрдей-Балъкъэр Республикэ, Qăbărdei-Baĺqăr Respublică; tiếng Karachay-Balkar: Къабарты-Малкъар Республика, Qabartı-Malqar Respublika), hay Kabardino-Balkaria (tiếng Nga: Кабарди́но-Балка́рия, Kabardino-Balkariya), là một chủ thể liên bang của Nga (một nước cộng hòa) tọa lạc tại Bắc Kavkaz, giáp biên giới với các vùng Shida Kartli, Racha-Lechkhumi và Kvemo Svaneti và Samegrelo-Zemo Svaneti của Gruzia. Theo thống kê 2010, dân số nước này là 859.939. Thủ đô là Nalchik.

## Hành chính

Hành chính Kabardino-Balkaria

- Nalchik
- Baksansky
- Chegemsky
- Chereksky
- Elbrussky
- Leskensky
- Maysky
- Prokhladnensky
- Tersky
- Urvansky
- Zolsky